# Musique irakienne
La musique irakienne (arabe : موسيقى عراقية) appartient à l'aire de la musique arabe, mais elle a des particularités en vertu de la proximité géographique et culturelle (chiite), de la musique iranienne et de sa propre composante, la musique kurde. 
L'histoire de la musique en Irak remonte à la Mésopotamie. Tout comme la musique égyptienne ancienne, elle a toutefois disparu avec l'avènement de l'islam et de la culture arabe. Bagdad devient au Moyen Âge, un centre musical et culturel important pendant le règne des Abbassides.

## Musique savante arabe

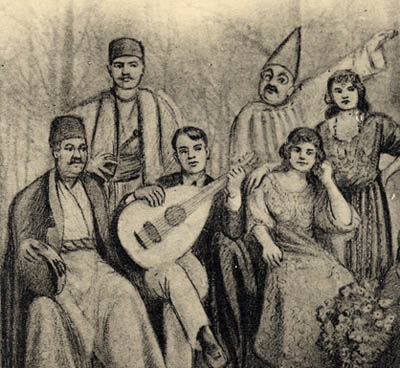
Groupe de théâtre musical, Bagdad, années 1920.

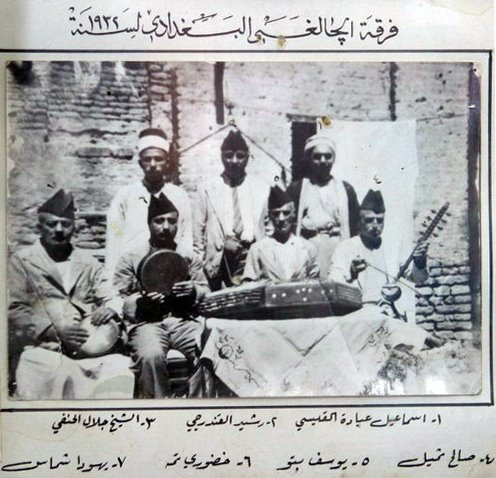
Chalghi Baghdadi

C'est le compositeur turkmène Rahmat Allah Shiltegh (1798-1872) qui donne une forme moderne à cette musique au XIXe siècle. Les maqâmat interprétés en Irak sont au nombre de 70 environ, et se distinguent quelque peu de leurs versions syriennes, par leurs rythmes lents, leurs mélismes accentués, leurs mélodies plus simples, leurs libres ornementations rythmiques et la dominance des modes mineurs. De plus le terme de maqâm désigne ici non seulement un mode mais aussi une suite musicale, avec un prélude taqsim, puis une introduction  tahrir, un poème matan et enfin une conclusion taslim. Il existe cinq cycles nommés aussi fasl. Les textes poétiques (de Mohammad Mehdi Al-Jawahiri (en), al-Mutanabbi, Aboû Nouwâs et Hafez ou Omar Khayyam) peuvent être non seulement en arabe, mais aussi en turc, arménien, turkmen, hébreu, araméen ou en persan.
Au-delà des formes classiques de la musique arabe (qasida, mawwal (en)…), il s'est développé en Irak au XXe siècle un genre de chanson légère, le pesteh (ou pastâ), concluant un maqâm, dont Salima Mourad et Nazem Al-Ghazali (en) (1920-1963) sont des interprètes connus.  Parmi les chanteurs, ou chanteuses, les plus prisés on peut retenir : Rachid Al-Qundarchi (1887-1945), Youssouf Omar (1918-1987), Salim Shibbeth (1908-), Hassan Chewke (1912-1962), Najim Al-Sheikhli (1893-1938), Mohammed Al-Qubanchi (1900-1989), Husayn Ismail Al Asami, Hamid Al Saadi et Farida Mohammad Ali (1963-), auxquels ont succédé, de manière plus populaire, Shatha Hassoun, Dalli, Rahma Mezher, Majid Al Muhandis, Kadhem Saher et Fawzy Al Aiedy.
Il existe depuis longtemps des musiciens juifs, issus de la diaspora, dans les cités iraqiennes. Parallèlement au Conservatoire, une école pour musiciens juifs aveugles fut fondé à Bagdad en 1930. Bien des élèves de ces formations participèrent au Congrès de musique arabe du Caire en 1932. En 1936, la radio irakienne fut fondée avec un ensemble instrumental juif par Saleh et Daud Al-Kuweity qui y introduisent le ney et le violon.
Dès cette époque, les nightclubs étaient aussi redevables aux musiciens juifs. Les chanteurs étaient quant à eux soit musulmans, soit juifs, soit chrétiens.

## Musique folklorique
Comme bon nombre de ses voisins, l'Irak possède un patrimoine musical folklorique axé sur la paire hautbois (zurna)-tambour (tabl). Ceux-ci accompagnent les danses populaires dabkas, où les hommes se mettent en cercle ou demi-cercle, lors des festivités de mariages notamment.
Comme ailleurs dans le monde arabe, les femmes chantent des halahils à l'occasion des mariages. Dans le désert, on retrouve la musique bédouine autour du 'ataba, un chant long narratif accompagné à la vièle.

## Instruments

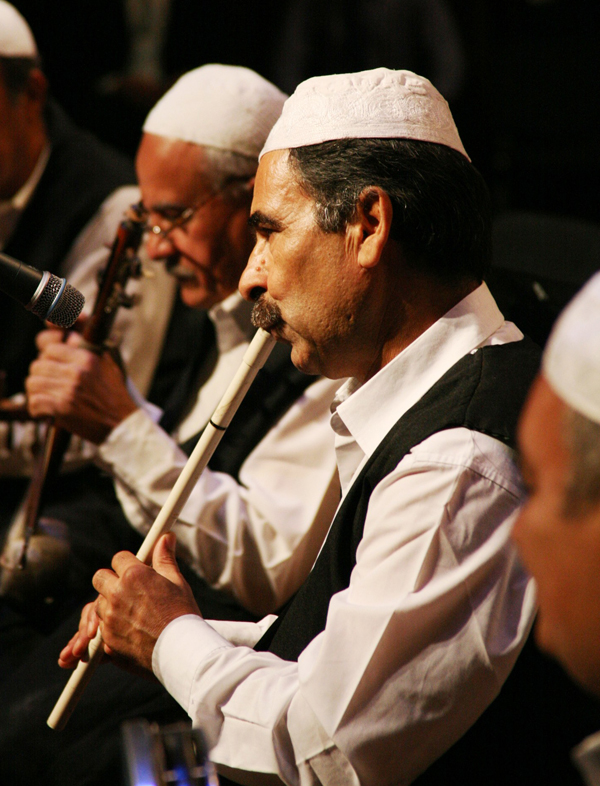
Joueur de ney.

Les instruments utilisés dans la musique savante, dont l'ensemble tchalghi de Bagdad (Al-Tchalghi Al-Baghdad Ensemble, Ensemble Al-Kindî, etc.) est la formation typique, sont :  darbouka, djoza ou violon, naqqara,  nay, oud. qanûn,  riqq, et santour. Auxquels s'ajoutent pour le folklore tabl et zurna.
Il existe une grande école instrumentale en Irak, notamment pour le oud, dont Ezra Aharon, Ahmed Mukhtar, Mounir Bachir et Jamil Bachir sont les interprètes les plus connus ; Naseer Shamma et Omar Bachir ayant pris la relève… Mounir Bachir introduit, quant à lui, la forme du récital d'oud entièrement fondu dans le taqsim, tout en intégrant des éléments nouveaux tels l'emploi des harmoniques et de nuances (diminuendo, sforzando et crescendo) ; il intervertit aussi la corde la plus grave du oud, avec la plus aiguë. On pourra également citer Simon Shaheen.